# Корита (Раковица)
Корита су насељено мјесто у општини Раковица, на Кордуну, у Карловачкој жупанији, Република Хрватска.

## Географија
Корита се налазе око 4 км југозападно од Раковице.

## Историја
Корита су се од распада Југославије до августа 1995. године налазила у Републици Српској Крајини. До територијалне реорганизације у Хрватској насеље се налазило у саставу бивше велике општине Слуњ.

## Становништво
Према попису становништва из 2011. године, насеље Корита је имало 51 становника.
| Демографија | Демографија | Демографија |
| Година      | Становника  | Становника  |
| ----------- | ----------- | ----------- |
| 1971.       | 289         |             |
| 1981.       | 118         |             |
| 1991.       | 87          |             |
| 2001.       | 19          |             |
| 2011.       |             | 51          |